# Bishops ring

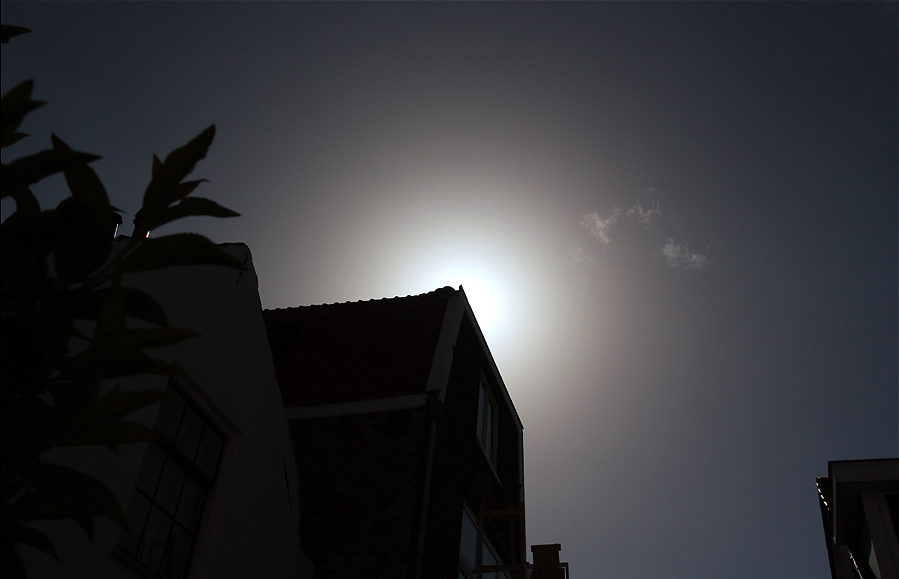
Bishops ring runt solen som orsakats av askpartiklar från vulkanen Eyjafjallajökull på Island. Fotografiet är taget i Leiden i Nederländerna den 18 maj 2010.

En Bishops ring är ett optiskt fenomen som uppträder som en brunröd eller blåaktig ring runt solen. Fenomenet framträder efter större vulkanutbrott när stora mängder stoft återfinns i atmosfären. Fenomenet är uppkallat efter missionären och amatörvetenskapsmannen Sereno Edwards Bishop. Han dokumenterade fenomenet i samband med vulkanen Krakataus utbrott 1883 i Indonesien, från observationer gjorda på Hawaii några dagar senare. Han kopplade detta till diskussioner om luftströmmar i högre luftlager och att de tagit med sig stoftet den långa sträckan. Vidare observationer världen över blev ett stort steg i förståelsen av det som kom att kallas jetströmmar.